# Жаклін Алаві
Жаклін Алаві (нар. 28 грудня 1990) — колишня болгарська тенісистка.
Найвищу одиночну позицію світового рейтингу — 895 місце досягла 20 жовтня 2008, парну — 914 місце — 23 червня 2008 року.

## Фінали ITF

### Одиночний розряд: 1 (1 поразка)
| Легенда          |
| ---------------- |
| турніри $100,000 |
| турніри $75,000  |
| турніри $50,000  |
| турніри $25,000  |
| турніри $10,000  |

| Фінали за покриттям |
| ------------------- |
| Тверде (0–1)        |
| Ґрунт (0–0)         |
| Трава (0–0)         |
| Килим (0–0)         |

| Результат | W–L | Дата     | Турнір            | Рівень | Покриття | Суперниця        | Рахунок  |
| --------- | --- | -------- | ----------------- | ------ | -------- | ---------------- | -------- |
| Поразка   | 0–1 | Лип 2008 | ITF Дамаск, Сирія | 10,000 | Тверде   | Магалі де Латтре | 5–7, 2–6 |

## Кубок Федерації

### Парний розряд (0–2)
| Edition                          | Раунд | Дата           | Партнерка            | Супротивник     | Покриття | Суперниці                             | W/L | Результат |
| -------------------------------- | ----- | -------------- | -------------------- | --------------- | -------- | ------------------------------------- | --- | --------- |
| Зона Європи/Африки 2007, група I | RR    | 18 квітня 2007 | Дессислава Младенова | Велика Британія | Ґрунт    | Олена Балтача Клер Каррен             | L   | 4–6, 2–6  |
| Зона Європи/Африки 2007, група I | RR    | 19 квітня 2007 | Дессислава Младенова | Польща          | Ґрунт    | Марта Домаховська Клаудія Янс-Ігначик | L   | 0–6, 3–6  |

- RR = Коловий турнір